# Morella pensylvanica
Morella pensylvanica är en porsväxtart som först beskrevs av Charles-François Brisseau de Mirbel, och fick sitt nu gällande namn av John T. Kartesz. Morella pensylvanica ingår i släktet Morella och familjen porsväxter. Inga underarter finns listade i Catalogue of Life.

## Bildgalleri

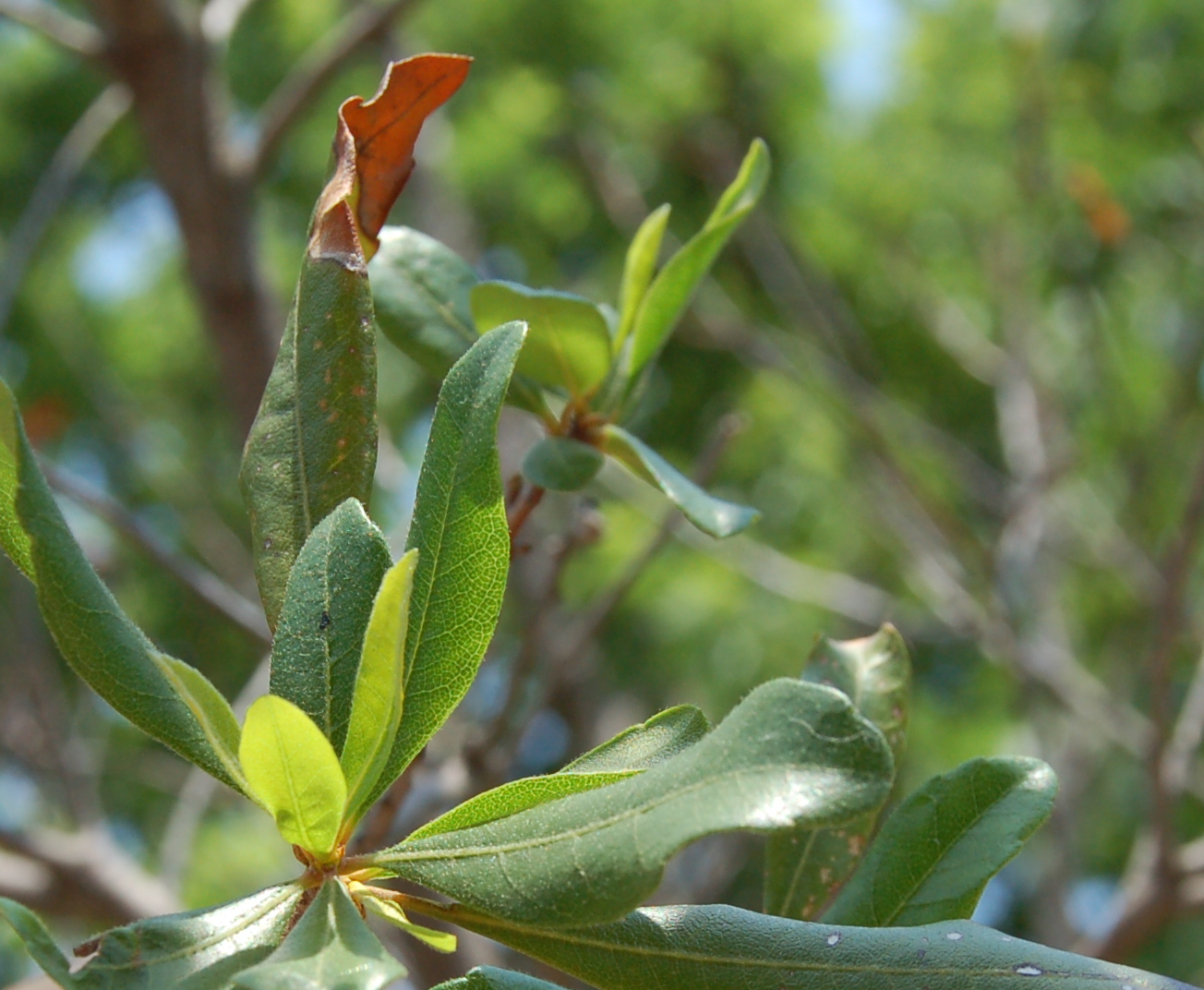